# نمو اقتصادي

النمو الاقتصادي عبارة عن عملية يزداد فيها الدخل الحقيقي زيادة تراكمية ومستمرة عبر فترة ممتدة من الزمن (ربع قرن) بحيث تكون هذه الزيادة أكبر من معدل نمو السكان

النمو الاقتصادي عبارة عن عملية يتم فيها زيادة الدخل الحقيقي زيادة تراكمية ومستمرة عبر فترة ممتدة من الزمن (ربع قرن) بحيث تكون هذه الزيادة أكبر من معدل نمو السكان، مع توفير الخدمات الإنتاجية والاجتماعية وحماية الموارد المتجددة من التلوث، والحفاظ علي الموارد غير المتجددة من النضوب.
هناك تعريفات متعددة للتنمية الاقتصادية. ومن التعريفات الشائعة انها عملية تتضمن تحقيق معدل نمو مرتفع لمتوسط دخل الفرد الحقيقى خلال فترة ممتدة من الزمن (3عقود مثلا)على الا يصاحب ذلك تدهور في توزيع الدخل أو زيادة في مستوى الفقر في المجتمع.
كما يعرف أيضا على أنه الزيادة في كمية السلع والخدمات التي ينتجها اقتصاد معين. وهذه السلع يتم إنتاجها باستخدام عناصر الإنتاج الرئيسية، وهي الأرض والعمل ورأس المال والتنظيم. بالإضافة إلى ان النمو الاقتصادي هو الزيادة في القيمة السوقية للسلع والخدمات التي ينتجها اقتصاد ما على مر الزمن.

## مؤاشرات قياس التنمية
من أكثر المؤاشرات استخداما لقياس مستوى التنمية الاقتصادية التي تحققت في دولة ما بالمقارنة بدولة أخرى:
- عدد السكان
- متوسط دخل الفرد الحقيقي
- متوسط دخل الفرد المصحح بتعادل القوة الشرائية
- مؤشرات التنمية البشرية كالصحة والتعليم والتدريب
- القدرة الانتاجية

## أهمية التنمية الاقتصادية
1. زيادة الدخل الحقيقي وبالتالي تحسين معيشة المواطنين
2. توفير الاستقرار الهادف والذي من خلاله يتم الارتقاء بالمجتمعات
3. زيادة الدخل القومي

## متطلبات التنمية الاقتصادية
1. التخطيط وتوفير البيانات والمعلومات اللازمة
2. الإنتاج بجوده وتوفير التكنولوجيا الملائمة، وتدريب الموارد البشرية المتخصصة
3. وضع السياسات الاقتصادية الملائمة
4. توفير الأمن والاستقرار اللازمَين
5. نشر الوعي التنموي بين المواطنين

يعتبر أهم متطلب من متطلبات التنمية الاقتصادية العدالة الاجتماعية حيث ان عدم توافرها يؤدي إلى إخلال في عملية التنمية.وأيضا المشاركة المجتمعية في عملية التنمية وذلك بإشراك المجتمع في قرارات التنمية وذلك لزيادة تقبل المجتمع للتغير نحو التنمية الاقتصادية.

## وصلات خارجية
- معادلة نمو الناتج العالمي الإجمالي
- الزواد للتنمية الآقتصادية